# Eddie Johnson
Edward "Eddie" Johnson (Bunnell, 31 de março de 1984) é um ex-futebolista estadunidense que atuava como atacante. Se aposentou em 1 de novembro de 2015, com 31 anos.

## Artilharia
- Mundial Sub-20: 2003 (4 gols)
- MLS Cup: 2004 (12 gols)*

* junto com Brian Ching